# Minettia longistylis
Minettia longistylis är en tvåvingeart som beskrevs av Mitsuhiro Sasakawa 2002. Minettia longistylis ingår i släktet Minettia och familjen lövflugor.
Artens utbredningsområde är Taiwan. Inga underarter finns listade i Catalogue of Life.